# Феофания Музалон
Феофания (Феофано) Музалон (XI век — 1090 год) — жена князя тмутараканского Олега Святославича. Единственное упоминание о том, что Феофания была женой Олега, содержится в Любецком синодике.

## Биография
Происходила из знатного византийского рода Музалонов. О родителях отсутствуют сведения. Впрочем, есть упоминания, что Феофания была тёткой будущему патриарху Константинополя Николаю IV. По разным сведениям, 1079 или 1081 года вышла замуж за Олега Святославича, претендента на Чернигов. По разным свидетельствам, это произошло по настоянию императора Никифора III или Алексея I. В 1083 году вместе с мужем при поддержке византийского флота и войска прибыла в Крым, где Олег Святославович овладел Тмутараканским княжеством. Вероятно, влияние Феофании был довольно значительным в княжестве, поскольку она имела собственную печать, которая была найдена в 1912 году при археологических исследованиях Керчи. Там есть надпись «Господи, помоги своей рабыне Феофании, архонтісі России, Музалоніссі» (в настоящее время хранится в музее Эрмитаж, Российская Федерация). Благодаря византийской поддержке, обеспечивавшейся Феофанией, Олег сумел значительно укрепиться в Крыму и на Тамани. В то же время были обеспечены поставки продуктов и наемников в Константинополь.
Умерла Феофания около 1090 года.

## Семья
- Муж — Олег Святославич, князь Тмутараканский.

Дети:
- Мария (? — 1146), жена Петра Властовича, палатина польского князя Болеслава III Кривоустого

Выдвигаются версии, что её сыновьями были:
- Всеволод (? — 1146), князь северский (1115—1127), черниговский (1127—1139), великий князь киевский (1139—1146)
- Игорь (? — 1147), князь путивльский (1127—1142), берестейско-дорогичинський (1142—1146), великий князь киевский (1146)
- Глеб (? — 1138), князь курский

## Память
Феофания Музалон стала персонажем исторического романа Антонина Ладинского «Последний путь Владимира Мономаха» (1966).